# 西磐井郡

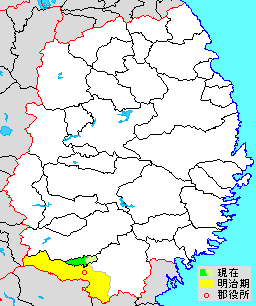
岩手県西磐井郡の範囲（緑：平泉町 薄緑：後に他郡から編入した区域）

西磐井郡（にしいわいぐん）は、岩手県の郡。
人口6,593人、面積63.39km²、人口密度104人/km²。（2025年2月1日、推計人口）
以下の1町を含む。
- 平泉町（ひらいずみちょう）

## 郡域
明治12年（1879年）に行政区画として発足した当時の郡域は、概ね以下の区域にあたる。
- 一関市（北上川以西）
- 平泉町の一部（北上川以西）

## 歴史

### 郡発足までの沿革
- 幕末時点では陸奥国に所属した。「旧高旧領取調帳」に記載されている、磐井郡のうち後の本郡域の明治初年時点での村は以下の通り。

| 区分              | 区分                | 村名 | 所属代官区                | 所轄郡奉行 |
| ----------------- | ------------------- | --- | ------------------------- | ---------- |
| 西岩井 （24か村） | 仙台藩領 （13か村） | 赤荻村、五串村、猪岡村、作瀬村、達谷村、中尊寺村、中里村、樋口村、平泉村、戸河内村、細谷村、前堀村、山目村       | 山目代官所                | 奥郡奉行   |
| 西岩井 （24か村） | 一関藩領 （11か村） | 一関村、二関村、三関村、市野々村、鬼死骸村、上黒沢村、下黒沢村、狐禅寺村、滝沢村、達古袋村、牧沢村               | 山目代官所                | 奥郡奉行   |
| 流 （16か村）     | 仙台藩領 （2か村）  | 東永井村、西永井村                                                                                               | 金成代官所 （栗原郡金成） | 中奥郡奉行 |
| 流 （16か村）     | 一関藩領 （14か村） | 蝦島村、男沢村、金沢村、金森村、清水村、峠村、富沢村、中村、奈良坂村、日形村、上油田村、下油田村、楊生村・涌津村 | 金成代官所 （栗原郡金成） | 中奥郡奉行 |

- 明治元年9月24日（1868年11月8日） - 仙台藩主伊達慶邦が薩長軍に降伏。全領土62万石を没収される。
- 明治元年12月7日（1869年1月19日） - 陸奥国の分割により、本郡は陸中国の所属となる。
- 明治元年12月23日（1869年2月4日） - 仙台藩領および一関藩領の一部（流の全域）が上野沼田藩取締地となる。
- 明治2年
  - 2月30日（1869年4月11日） - 沼田藩取締地が上野前橋藩取締地となり、伊沢県を称する[2]。
  - 8月18日（1869年9月23日） - 胆沢県が発足し、伊沢県域を管轄。
- 明治4年
  - 7月14日（1871年8月19日） - 廃藩置県により、藩領が一関県（第1次）となる。
  - 11月2日（1871年12月13日） - 第1次府県統合により、全域が一関県（第2次）の管轄となる。
  - 12月13日（1872年1月22日） - 一関県（第2次）が水沢県に改称。
- 明治8年（1875年）10月17日 - 以下の各村の統廃合が行われる。（26村）
  - 西岩井（24→16）
    - 一関村 ← 一関村、二関村、三関村
    - 真柴村 ← 鬼死骸村、牧沢村
    - 中里村 ← 中里村、前堀村
    - 川辺村 ← 作瀬村、樋口村、細谷村
    - 平泉村 ← 平泉村、達谷村
    - 衣関村 ← 中尊寺村、戸河内村

  - 流（16→10）
    - 弥栄村 ← 富沢村、楊生村
    - 花泉村 ← 中村、金森村、清水村
    - 永井村 ← 東永井村、西永井村
    - 油田村 ← 上油田村、下油田村
    - 老松村 ← 男沢村、峠村

  - 11月22日 - 水沢県が磐井県に改称。
- 明治9年（1876年）4月18日 - 第2次府県統合により岩手県の管轄となる。
- 明治11年（1878年）11月26日 - 郡区町村編制法の岩手県での施行により、行政区画としての磐井郡が発足。

### 郡発足以降の沿革
- 明治12年（1879年）1月4日 - 磐井郡が分割し、西岩井・流の区域をもって西磐井郡が発足。（26村）
- 明治16年（1883年）1月 - 衣関村が中尊寺村・戸河内村に分割。（27村）

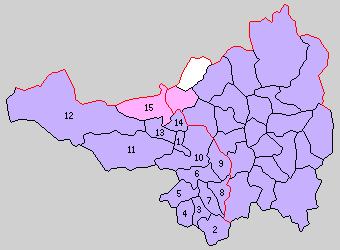
1.一関町 2.永井村 3.涌津村 4.油島村 5.花泉村 6.金沢村 7.老松村 8.日形村 9.弥栄村 10.真滝村 11.萩荘村 12.厳美村 13.山目村 14.中里村 15.平泉村（紫：一関市 桃：平泉町）

- 明治22年（1889年）4月1日 - 町村制の施行により、以下の町村が発足。特記以外は全域が現・一関市。（1町14村）

  - 一関町 （一関村の一部［旧一関村・旧二関村］が単独町制）
  - 永井村、涌津村（それぞれ単独村制）
  - 油島村 ← 油田村、蝦島村
  - 花泉村 ← 花泉村、奈良坂村
  - 金沢村、老松村、日形村、弥栄村（それぞれ単独村制）
  - 真滝村 ← 真柴村、滝沢村、狐禅寺村、一関村の一部［旧三関村］
  - 萩荘村 ← 市野々村、上黒沢村、下黒沢村、達古袋村
  - 厳美村 ← 五串村、猪岡村
  - 山目村 ← 山目村、赤荻村
  - 中里村 ← 中里村、川辺村
  - 平泉村 ← 平泉村、中尊寺村、戸河内村
- 明治30年（1897年）4月1日 - 郡制を施行。
- 大正12年（1923年）4月1日 - 郡会が廃止。郡役所は存続。
- 大正15年（1926年）7月1日 - 郡役所が廃止。以降は地域区分名称となる。
- 昭和17年（1942年）7月1日 - 「西磐井地方事務所」が一関町に設置され、本郡を管轄。
- 昭和23年（1948年）
  - 1月1日 - 山目村が町制施行して山目町となる。（2町13村）
  - 4月1日 - 一関町・山目町・真滝村・中里村が合併して一関市が発足し、郡より離脱。（11村）
- 昭和28年（1953年）10月1日 - 平泉村が町制施行して平泉町となる。（1町10村）
- 昭和30年（1955年）
  - 1月1日（2町1村） 
    - 厳美村・萩荘村・弥栄村が一関市・東磐井郡舞川村と合併し、一関市（2代目）が発足、郡より離脱。
    - 花泉村・老松村・永井村・日形村・油島村・涌津村が合併して花泉町が発足。

  - 4月15日 - 平泉町が東磐井郡長島村と合併し、平泉町（2代目）が発足。
- 昭和31年（1956年）9月30日 - 金沢村が花泉町に編入。（2町）
- 平成17年（2005年）9月20日 - 花泉町が一関市・東磐井郡大東町・千厩町・東山町・室根村・川崎村と合併し、一関市（3代目）が発足、郡より離脱。（1町）

### 変遷表
| 明治以前 | 明治8年 10月17日 | 明治16年1月 | 明治22年 4月1日 町村制施行 | 昭和20年 - 昭和29年        | 昭和20年 - 昭和29年         | 昭和30年 - 昭和63年          | 平成元年 - 現在        | 現在   |
| -------- | ---------------- | ----------- | -------------------------- | -------------------------- | --------------------------- | ---------------------------- | ---------------------- | ------ |
| 一関村   | 一関村           | 一関村      | 一関町                     | 一関町                     | 昭和23年4月1日 一関市       | 昭和30年1月1日 一関市        | 平成17年9月20日 一関市 | 一関市 |
| 二関村   | 一関村           | 一関村      | 一関町                     | 一関町                     | 昭和23年4月1日 一関市       | 昭和30年1月1日 一関市        | 平成17年9月20日 一関市 | 一関市 |
| 三関村   | 一関村           | 一関村      | 真滝村                     | 真滝村                     | 昭和23年4月1日 一関市       | 昭和30年1月1日 一関市        | 平成17年9月20日 一関市 | 一関市 |
| 鬼死骸村 | 真柴村           | 真柴村      | 真滝村                     | 真滝村                     | 昭和23年4月1日 一関市       | 昭和30年1月1日 一関市        | 平成17年9月20日 一関市 | 一関市 |
| 牧沢村   | 真柴村           | 真柴村      | 真滝村                     | 真滝村                     | 昭和23年4月1日 一関市       | 昭和30年1月1日 一関市        | 平成17年9月20日 一関市 | 一関市 |
| 滝沢村   | 滝沢村           | 滝沢村      | 真滝村                     | 真滝村                     | 昭和23年4月1日 一関市       | 昭和30年1月1日 一関市        | 平成17年9月20日 一関市 | 一関市 |
| 狐禅寺村 | 狐禅寺村         | 狐禅寺村    | 真滝村                     | 真滝村                     | 昭和23年4月1日 一関市       | 昭和30年1月1日 一関市        | 平成17年9月20日 一関市 | 一関市 |
| 山目村   | 山目村           | 山目村      | 山目村                     | 昭和23年1月1日 町制 山目町 | 昭和23年4月1日 一関市       | 昭和30年1月1日 一関市        | 平成17年9月20日 一関市 | 一関市 |
| 赤荻村   | 赤荻村           | 赤荻村      | 山目村                     | 昭和23年1月1日 町制 山目町 | 昭和23年4月1日 一関市       | 昭和30年1月1日 一関市        | 平成17年9月20日 一関市 | 一関市 |
| 中里村   | 中里村           | 中里村      | 中里村                     | 中里村                     | 昭和23年4月1日 一関市       | 昭和30年1月1日 一関市        | 平成17年9月20日 一関市 | 一関市 |
| 前堀村   | 中里村           | 中里村      | 中里村                     | 中里村                     | 昭和23年4月1日 一関市       | 昭和30年1月1日 一関市        | 平成17年9月20日 一関市 | 一関市 |
| 作瀬村   | 川辺村           | 川辺村      | 中里村                     | 中里村                     | 昭和23年4月1日 一関市       | 昭和30年1月1日 一関市        | 平成17年9月20日 一関市 | 一関市 |
| 樋口村   | 川辺村           | 川辺村      | 中里村                     | 中里村                     | 昭和23年4月1日 一関市       | 昭和30年1月1日 一関市        | 平成17年9月20日 一関市 | 一関市 |
| 細谷村   | 川辺村           | 川辺村      | 中里村                     | 中里村                     | 昭和23年4月1日 一関市       | 昭和30年1月1日 一関市        | 平成17年9月20日 一関市 | 一関市 |
| 富沢村   | 弥栄村           | 弥栄村      | 弥栄村                     | 弥栄村                     | 弥栄村                      | 昭和30年1月1日 一関市        | 平成17年9月20日 一関市 | 一関市 |
| 楊生村   | 弥栄村           | 弥栄村      | 弥栄村                     | 弥栄村                     | 弥栄村                      | 昭和30年1月1日 一関市        | 平成17年9月20日 一関市 | 一関市 |
| 五串村   | 五串村           | 五串村      | 厳美村                     | 厳美村                     | 厳美村                      | 昭和30年1月1日 一関市        | 平成17年9月20日 一関市 | 一関市 |
| 猪岡村   | 猪岡村           | 猪岡村      | 厳美村                     | 厳美村                     | 厳美村                      | 昭和30年1月1日 一関市        | 平成17年9月20日 一関市 | 一関市 |
| 市野々村 | 市野々村         | 市野々村    | 萩荘村                     | 萩荘村                     | 萩荘村                      | 昭和30年1月1日 一関市        | 平成17年9月20日 一関市 | 一関市 |
| 達古袋村 | 達古袋村         | 達古袋村    | 萩荘村                     | 萩荘村                     | 萩荘村                      | 昭和30年1月1日 一関市        | 平成17年9月20日 一関市 | 一関市 |
| 上黒沢村 | 上黒沢村         | 上黒沢村    | 萩荘村                     | 萩荘村                     | 萩荘村                      | 昭和30年1月1日 一関市        | 平成17年9月20日 一関市 | 一関市 |
| 下黒沢村 | 下黒沢村         | 下黒沢村    | 萩荘村                     | 萩荘村                     | 萩荘村                      | 昭和30年1月1日 一関市        | 平成17年9月20日 一関市 | 一関市 |
| 中村     | 花泉村           | 花泉村      | 花泉村                     | 花泉村                     | 花泉村                      | 昭和30年1月1日 花泉町        | 平成17年9月20日 一関市 | 一関市 |
| 金森村   | 花泉村           | 花泉村      | 花泉村                     | 花泉村                     | 花泉村                      | 昭和30年1月1日 花泉町        | 平成17年9月20日 一関市 | 一関市 |
| 清水村   | 花泉村           | 花泉村      | 花泉村                     | 花泉村                     | 花泉村                      | 昭和30年1月1日 花泉町        | 平成17年9月20日 一関市 | 一関市 |
| 奈良坂村 | 奈良坂村         | 奈良坂村    | 花泉村                     | 花泉村                     | 花泉村                      | 昭和30年1月1日 花泉町        | 平成17年9月20日 一関市 | 一関市 |
| 西永井村 | 永井村           | 永井村      | 永井村                     | 永井村                     | 永井村                      | 昭和30年1月1日 花泉町        | 平成17年9月20日 一関市 | 一関市 |
| 東永井村 | 永井村           | 永井村      | 永井村                     | 永井村                     | 永井村                      | 昭和30年1月1日 花泉町        | 平成17年9月20日 一関市 | 一関市 |
| 上油田村 | 油田村           | 油田村      | 油島村                     | 油島村                     | 油島村                      | 昭和30年1月1日 花泉町        | 平成17年9月20日 一関市 | 一関市 |
| 下油田村 | 油田村           | 油田村      | 油島村                     | 油島村                     | 油島村                      | 昭和30年1月1日 花泉町        | 平成17年9月20日 一関市 | 一関市 |
| 蝦島村   | 蝦島村           | 蝦島村      | 油島村                     | 油島村                     | 油島村                      | 昭和30年1月1日 花泉町        | 平成17年9月20日 一関市 | 一関市 |
| 男沢村   | 老松村           | 老松村      | 老松村                     | 老松村                     | 老松村                      | 昭和30年1月1日 花泉町        | 平成17年9月20日 一関市 | 一関市 |
| 峠村     | 老松村           | 老松村      | 老松村                     | 老松村                     | 老松村                      | 昭和30年1月1日 花泉町        | 平成17年9月20日 一関市 | 一関市 |
| 日形村   | 日形村           | 日形村      | 日形村                     | 日形村                     | 日形村                      | 昭和30年1月1日 花泉町        | 平成17年9月20日 一関市 | 一関市 |
| 涌津村   | 涌津村           | 涌津村      | 涌津村                     | 涌津村                     | 涌津村                      | 昭和30年1月1日 花泉町        | 平成17年9月20日 一関市 | 一関市 |
| 金沢村   | 金沢村           | 金沢村      | 金沢村                     | 金沢村                     | 金沢村                      | 昭和31年9月30日 花泉町に編入 | 平成17年9月20日 一関市 | 一関市 |
| 平泉村   | 平泉村           | 平泉村      | 平泉村                     | 平泉村                     | 昭和28年10月1日 町制 平泉町 | 昭和30年4月15日 平泉町       | 平泉町                 | 平泉町 |
| 達谷村   | 平泉村           | 平泉村      | 平泉村                     | 平泉村                     | 昭和28年10月1日 町制 平泉町 | 昭和30年4月15日 平泉町       | 平泉町                 | 平泉町 |
| 中尊寺村 | 衣関村           | 中尊寺村    | 平泉村                     | 平泉村                     | 昭和28年10月1日 町制 平泉町 | 昭和30年4月15日 平泉町       | 平泉町                 | 平泉町 |
| 戸河内村 | 衣関村           | 戸河内村    | 平泉村                     | 平泉村                     | 昭和28年10月1日 町制 平泉町 | 昭和30年4月15日 平泉町       | 平泉町                 | 平泉町 |
| 長部村   | 長部村           | 長部村      | 東磐井郡 長島村            | 東磐井郡長島村             | 東磐井郡長島村              | 昭和30年4月15日 平泉町       | 平泉町                 | 平泉町 |
| 小島村   | 小島村           | 小島村      | 東磐井郡 長島村            | 東磐井郡長島村             | 東磐井郡長島村              | 昭和30年4月15日 平泉町       | 平泉町                 | 平泉町 |

## 行政
歴代郡長
| 代 | 氏名 | 就任年月日               | 退任年月日                | 備考                   |
| -- | ---- | ------------------------ | ------------------------- | ---------------------- |
| 1  |      | 明治12年（1879年）1月4日 |                           |                        |
|    |      |                          | 大正15年（1926年）6月30日 | 郡役所廃止により、廃官 |